# Tiwal Dabaghin
Tiwal Dabaghin (arab. طوال دباغين) – wieś w Syrii, w muhafazie Hama. W 2004 roku liczyła 509 mieszkańców.